# Donja Bistra
Donja Bistra – wieś w Chorwacji, w żupanii zagrzebskiej, w gminie Bistra. W 2011 roku liczyła 1438 mieszkańców.